# Tylaspis anomala
Tylaspis anomala är en kräftdjursart som beskrevs av Henderson 1885. Tylaspis anomala ingår i släktet Tylaspis och familjen Parapaguridae. Inga underarter finns listade i Catalogue of Life.